# Unicorn Cemetery
Unicorn Cemetery is een Britse militaire begraafplaats met gesneuvelden uit de Eerste Wereldoorlog, gelegen in de gemeente Vendhuile in het Franse departement Aisne. De begraafplaats ligt aan de Rue de Lempire op 2.400 m ten zuidwesten van het dorpscentrum (Église Saint-Martin). Ze werd ontworpen door Charles Holden en heeft een vierkantig grondplan met een oppervlakte van 3.757 m². De begraafplaats wordt omgeven door een natuurstenen muur waarin aan de straatzijde twee toegangen zijn die afgesloten worden met een metalen hekje. Het Cross of Sacrifice staat centraal tegen de zuidwestelijke muur en de Stone of Remembrance staat er recht tegenover aan de noordoostelijke muur. 
Er liggen 1.008 doden begraven waaronder 409 die niet meer geïdentificeerd konden worden. De begraafplaats wordt onderhouden door de Commonwealth War Graves Commission.

## Geschiedenis
Vendhuile werd bijna ingenomen tijdens de Slag bij Cambrai in 1917. In september 1918 werd het veroverd door de 27e en 30e Amerikaanse divisies en op 30 september bevrijd door de 12e en 18e divisies. Na het gevecht werden de slachtoffers van de 18e divisie begraven door de 50th (Northumbrian) Division. Zij liggen in perk I, rij A. Na de wapenstilstand werd de begraafplaats uitgebreid met graven die afkomstig waren uit de omliggende slagvelden en geïsoleerde locaties. Ook uit kleinere begraafplaatsen werden slachtoffers overgebracht, zoals: La Paurelle British Cemetery in Ronssoy, Basse-Boulogne British Cemetery en Lempire British Cemetery in Lempire, Vendhuile Communal Cemetery en Lempire Communal Cemetery.
Onder de geïdentificeerde doden zijn er 536 Britten, 60 Australiërs en 3 Indiërs. Voor 10 slachtoffers werden Special Memorials opgericht omdat hun graven niet meer gelokaliseerd konden worden en men aanneemt dat ze onder een naamloze grafzerk liggen. Acht slachtoffers die oorspronkelijk in Lempire British Cemetery begraven waren maar later niet meer werden teruggevonden, worden herdacht met een Duhallow Block.

## Onderscheiden militairen
- Lawrence Carthage Weathers, korporaal bij de Australian Infantry, A.I.F. werd onderscheiden met het Victoria Cross (VC).
- Edward Hills Nicholson, luitenant-kolonel bij de Royal Fusiliers werd tweemaal onderscheiden met de Distinguished Service Order (DSO and Bar).
- Ralph Hindle, luitenant-kolonel bij het The Loyal North Lancashire Regiment en John Davie Scott, luitenant-kolonel bij het Royal Irish Regiment werden onderscheiden met de Distinguished Service Order (DSO).
- kapitein Charles John Doig en luitenant Henry Bartlett Davis, beiden van de Australian Infantry, A.I.F., James Alexander Emanuel Prevel, luitenant bij het Northamptonshire Regiment, John Lambert Roberts, luitenant bij het Leicestershire Regiment en Vernon Douglas Stuart, luitenant bij de Royal Garrison Artillery werden onderscheiden met het Military Cross (MC). Laatstgenoemde ontving deze onderscheiding tweemaal (MC and Bar).
- compagnie sergeant-majoor Frank Dickinson en de sergeanten William Bell, Barney William Rickwood, A.H. Smart en T. Dean werden onderscheiden met de Distinguished Conduct Medal (DCM). Laatstgenoemde ontving ook de Military Medal (MM).
- nog 15 militairen ontvingen de Military Medal (MM).